# Anne Wojcicki
Anne Wojcicki (anglès: Anne E. Wojcicki)  (Palo Alto, 28 de juliol de 1973) és una biòloga estatunidenca, cofundadora i directora executiva de la companyia de genòmica personal 23andMe.

## Biografia
Anne Wojcicki, la més petita de tres germanes, va néixer a San Mateo (Califòrnia). És filla d'Esther Wojcicki, educadora, i Stanley Wojcicki, professor emèrit de física en la Universitat Stanford. Les seves germanes són Susan Wojcicki, directora executiva (CEO) de Youtube i Janet Wojcicki, antropòloga i epidemiòloga de la UCSF (Universitat de Califòrnia a San Francisco).
Wojcicki va créixer al campus de la Universitat Stanford. Va assistir a l'institut Gunn en Palo Alto, on va ser editora de la revista escolar "Oráculo". Més tard va estudiar en la Universitat Yale. Es va llicenciar amb un B.S. en biologia el 1996, va treballar en l'Institut Nacional de Salut dels Estats Units, en el National Institutes of Health i en la Universitat de Califòrnia Sant Diego (UCSD).
Anne Wojcicki es va casar amb Serguei Brin, cofundador de Google, al maig de 2007. Té un fill, Benji Wojin, nascut al desembre de 2008, i una filla, Chloe Wojin, nascuda a finals de 2011. La parella es va separar al maig de 2015, després de mesos de rumors.

## Carrera
Després de llicenciar-se, Anne Wojcicki va començar com a consultora de Passport Capital, un fons d'inversió de capital de risc amb seu a San Francisco. Més tard, va treballar per a Investor AB.
Desil·lusionada per la cultura de Wall Street, va deixar la companyia el 2000 i es va apropar al món de la genòmica i la biotecnologia. Així, va decidir centrar-se en millorar la recerca del genoma humà i va ingressar, després de superar el MCAT (Medical College Admissions Test) en una facultat de Medicina.
El 2006, va cofundar 23andMe juntament amb Linda Avey, una empresa de genòmica personal privada i biotecnologia ubicada Mountain View (Califòrnia) que proporciona tests genètics ràpids. El nom de la companyia prové dels 23 parells de cromosomes que existeixen en una cèl·lula humana normal. Els seus treballs en favor del genoma personal van ser destacats com a 'Invenció de l'Any' per la revista Time en 2008. L'octubre de 2013, The Fast Company va premiar a Wojcicki com "La CEO més atrevida".